# Aborto na França

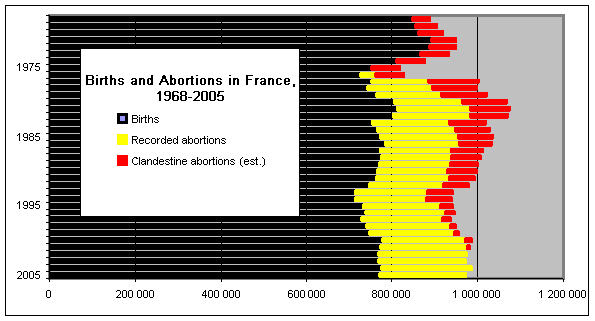
Nascimentos, abortos legais e abortos clandestinos na França entre 1968 e 2005

O aborto na França é legal mediante solicitação até 14 semanas após a concepção (16 semanas após a última menstruação da mulher grávida). Os abortos em fases posteriores da gravidez até ao nascimento são permitidos se dois médicos certificarem que o aborto será realizado para evitar danos à saúde física ou mental da mulher grávida; risco à vida da gestante; ou que a criança sofrerá de uma doença particularmente grave reconhecida como incurável.
Em 2009, a taxa era de 17,4 abortos por 1 000 mulheres de 15 a 44 anos de idade, um ligeiro aumento em relação à taxa de 2002 de 16,9 abortos por 1 000 mulheres na mesma faixa etária.
Desde o dia 4 de março de 2024, um direito constitucionalmente garantido, sendo o primeiro país do mundo a colocar a interrupção da gravidez na sua Carta Magna. A decisão do parlamento francês em 2024 foi a vigésima quinta alteração na Constituição, vigente desde 1958, e a primeira a ocorrer desde 2008. Com isto o artigo 34 da Lei Maior passou a contar com a seguinte redação: "A lei determina as condições de que a mulher tenha a liberdade garantida de recorrer ao aborto".

## História

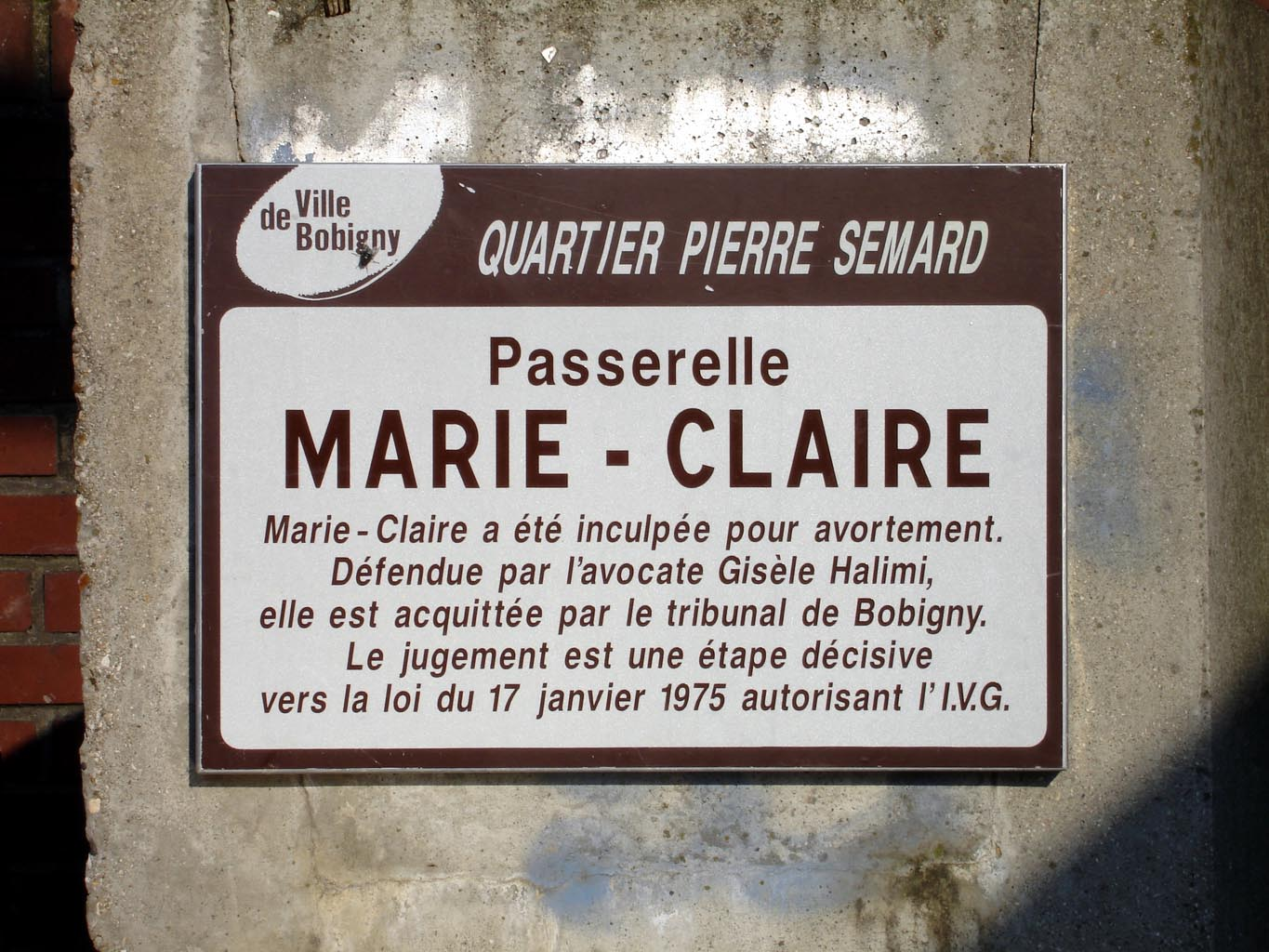
Passerelle Marie-Claire, em memória de um julgamento de 1972 que terminou com a absolvição de um "aborcionista" e que acabou levando à lei de 1975 que legalizou o procedimento

Desde a Primeira República Francesa o ato do aborto era punível com a morte para um crime com pena de até 20 anos de prisão. No entanto, durante o período de agitação civil durante e após os acontecimentos de Maio de 1968, um novo movimento pelos direitos civis estava a tornar-se proeminente em toda a campanha mediática por mais direitos e oportunidades iguais para as mulheres. O principal objetivo do Mouvement de libération des femmes ('Frente de Libertação das Mulheres') era defender o direito à autonomia dos seus maridos, bem como os direitos relativos ao uso de contraceptivos e à legalização do aborto.
Em 1971, o "Manifesto das 343", uma carta aberta e uma petição, foi escrito por Simone de Beauvoir e incluía as assinaturas de 343 mulheres que admitiram ter feito um aborto ilegal (punido com até 10 anos de prisão na época). A petição incluía os nomes de muitas personalidades femininas famosas, incluindo Catherine Denevue.
Em 1975, La Loi Veil ('A Lei do Véu') foi aprovada, descriminalizando o aborto na França. A lei foi introduzida pela ministra da Saúde, Simone Veil, durante o governo de Valéry Giscard d'Estaing, que havia prometido descriminalizar o aborto durante a sua campanha presidencial. A lei permitiu que uma mulher fizesse um aborto mediante solicitação até a décima semana de gravidez. Esta foi uma lei temporária com uma cláusula de caducidade após 5 anos, mas foi renovada permanentemente em dezembro de 1979.

### Século XXI
Várias reformas ocorreram no século XXI, liberalizando ainda mais o acesso ao aborto. O limite de dez semanas foi estendido para a décima segunda semana em 2001 e foi estendido para quatorze semanas em 2022. Também desde 2001, as meninas menores de idade já não necessitam do consentimento parental. Uma garota com menos de 18 anos de idade grávida pode pedir um aborto sem consultar primeiro os seus pais, se for acompanhada à clínica por um adulto da sua escolha, que não deve contar aos seus pais ou a terceiros sobre o aborto. Até 2015, a lei impunha um período de “reflexão” de sete dias entre o primeiro pedido de aborto da paciente e uma declaração por escrito confirmando sua decisão (o atraso poderia ser reduzido para dois dias se a paciente estivesse se aproximando das 12 semanas de gestação), mas isto foi abolido em 9 de abril de 2015.
Em reação à decisão da Suprema Corte dos Estados Unidos no caso Dobbs v. Jackson Women's Health Organization, Mathilde Panot, deputada francesa e presidente do grupo parlamentar França Insubmissa, apresentou um projeto de lei à Assembleia Nacional para codificar o direito ao aborto seguro para as mulheres na Constituição francesa, o que foi aprovado por 337 votos favoráveis contra 32 contrários em 24 de novembro de 2023. Em janeiro de 2024, para que a emenda fosse oficialmente adicionada à constituição, ela foi aprovada no Senado da França em fevereiro pelo placar de 267 votos favoráveis contra 50 desfavoráveis. Em 4 de março de 2024, o Parlamento alterou o artigo 34.º por 780 votos a 72. Esta alteração tornou a França a única nação a garantir o direito constitucional ao aborto. A alteração descreve o aborto como uma “liberdade garantida”.